# Spatzenhausen

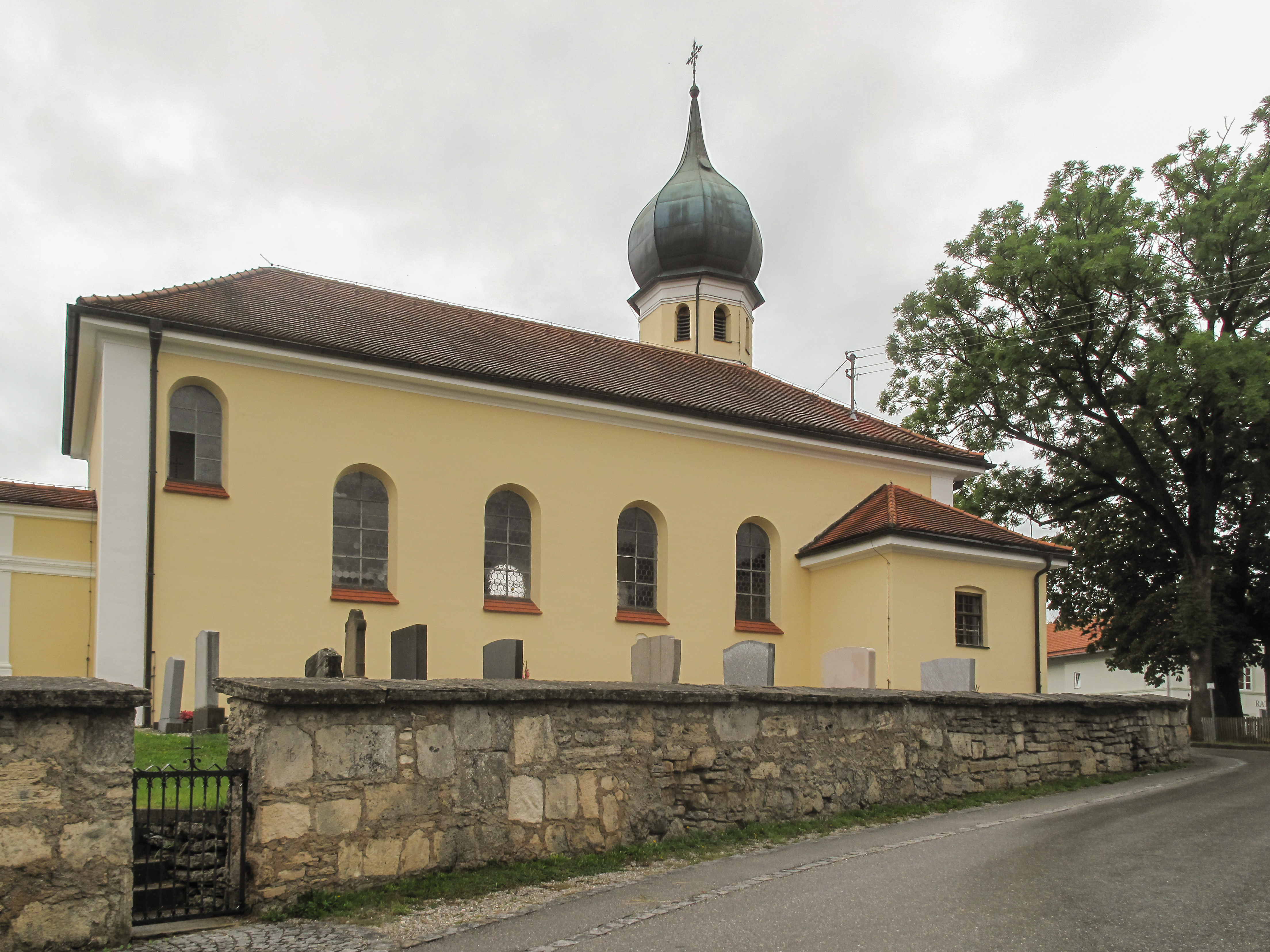
Spatzenhausen, Pfarrkirche Sankt Afra

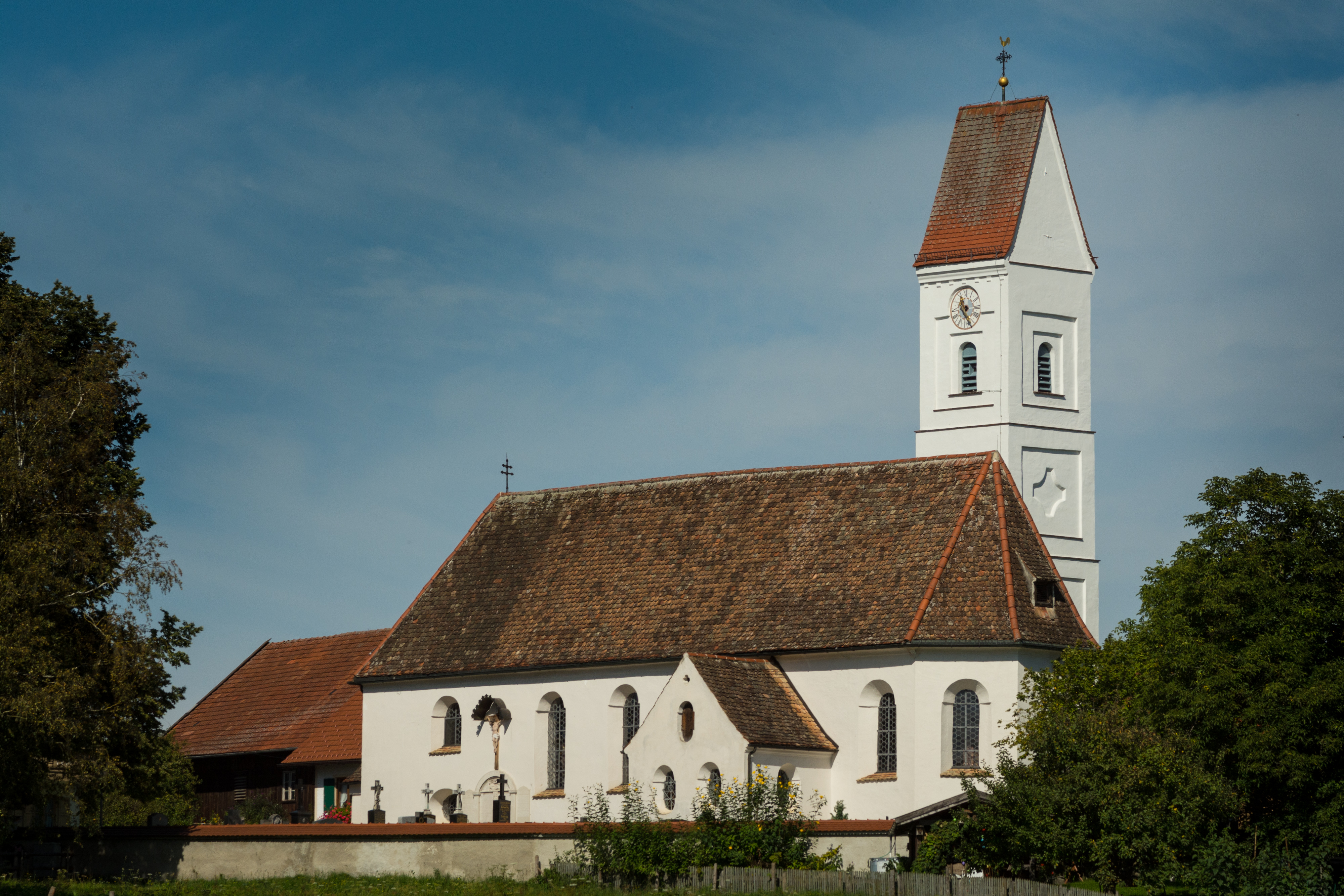
Hofheim, Filialkirche St. Johannes Evangelist

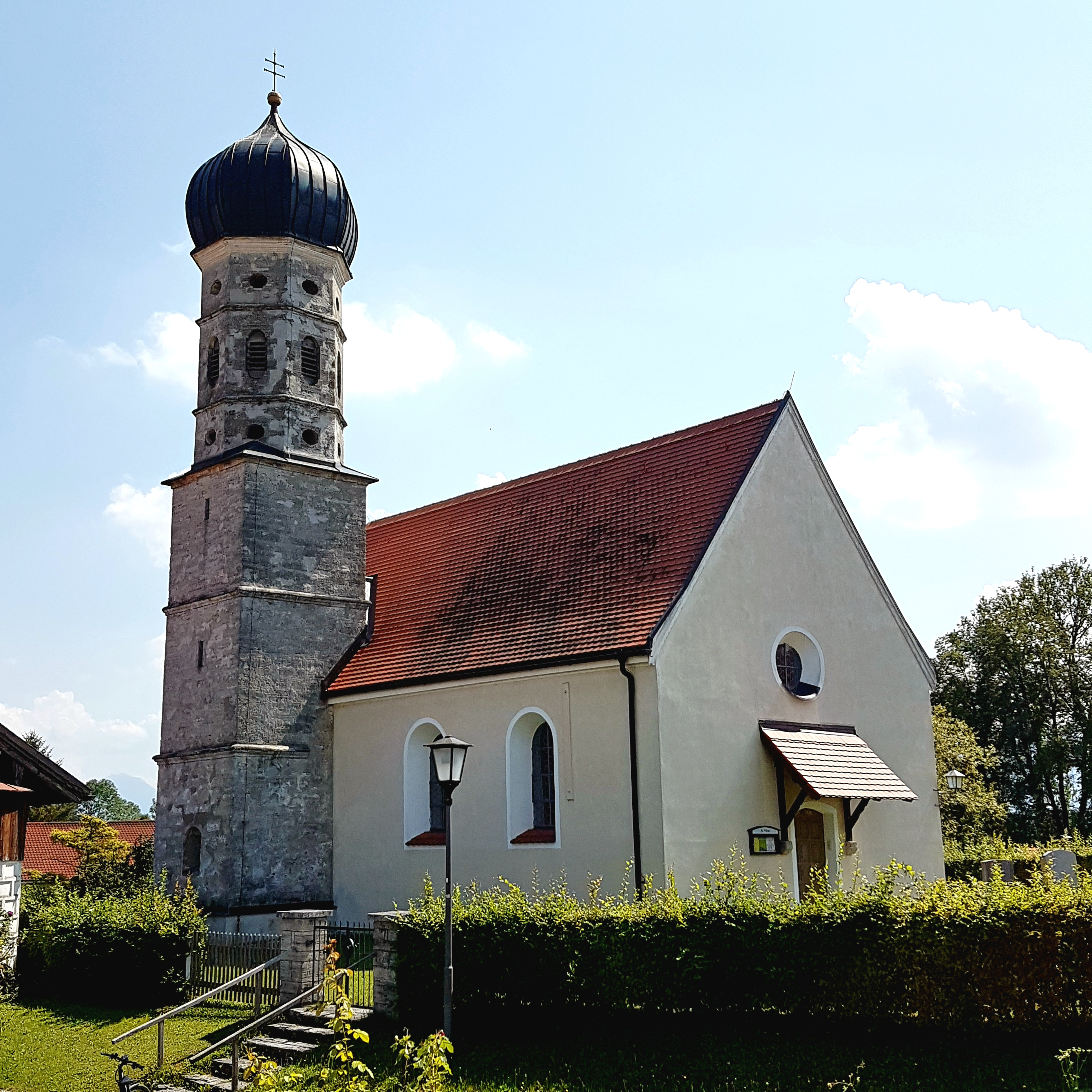
Waltersberg, Filialkirche St. Vitus

Spatzenhausen ist eine Gemeinde im oberbayerischen Landkreis Garmisch-Partenkirchen. Der Ort ist Teil der Tourismusregion Das Blaue Land. Die Gemeinde ist Mitglied der Verwaltungsgemeinschaft Seehausen am Staffelsee.

## Geografie
Spatzenhausen liegt in der Region Oberland zwischen Staffelsee und Riegsee.
Es gibt nur die Gemarkung Spatzenhausen.
Es gibt drei Gemeindeteile (in Klammern ist der Siedlungstyp angegeben):
- Hofheim (Kirchdorf)
- Spatzenhausen (Pfarrdorf)
- Waltersberg (Kirchdorf)

## Geschichte

### Bis zur Gemeindegründung
Der Ort wurde im 12. Jahrhundert erstmals urkundlich erwähnt. Er gehörte zum Rentamt München und zum Landgericht Weilheim des Kurfürstentums Bayern.
Zwischen Obersöchering und Spatzenhausen fand am 18. Juli 1809 ein Gefecht zwischen bayerischen Truppen unter Graf Arco und Tiroler Aufständischen statt, bei dem letztere zurückgeschlagen wurden.  
Im Zuge der Verwaltungsreformen im Königreich Bayern entstand mit dem Gemeindeedikt von 1818 die heutige Gemeinde, die zum Landgericht Weilheim gehörte.

### Verwaltungsgemeinschaft
Seit der Gemeindegebietsreform 1978 ist die Gemeinde Mitglied der Verwaltungsgemeinschaft Seehausen am Staffelsee.

### Einwohnerentwicklung
Zwischen 1988 und 2018 wuchs die Gemeinde von 689 auf 750 um 61 Einwohner bzw. um 8,9 %.
- 1961: 491 Einwohner
- 1970: 487 Einwohner
- 1987: 670 Einwohner
- 1991: 766 Einwohner
- 1995: 748 Einwohner
- 2000: 790 Einwohner
- 2005: 788 Einwohner
- 2010: 765 Einwohner
- 2015: 725 Einwohner

## Politik

### Bürgermeister
Erste Bürgermeisterin ist Aloisia Gastl (Freie Wählergemeinschaft).

### Gemeinderat
Der Gemeinderat umfasst acht Mitglieder, die alle der Freien Wählergemeinschaft angehören.

### Steuereinnahmen
Die Gemeindesteuereinnahmen betrugen im Jahr 2011 534 T€, davon betrugen die Gewerbesteuereinnahmen (netto) 174 T€. Die Gemeinde ist seit dem Jahr 2010 schuldenfrei.

### Wappen
|  | Blasonierung: „In Blau über goldenem Dreiberg eine goldene Krone, die ein schräg gestelltes goldenes Holzscheit, aus dem goldene Flammen schlagen, überdeckt.“ |
|  | |

## Wirtschaft und Infrastruktur

### Wirtschaft einschließlich Land- und Forstwirtschaft
Insgesamt gab es 2011 80 Beschäftigte am Arbeitsort. Davon entfielen auf den  Bereich der Land- und Forstwirtschaft keine, auf das produzierenden Gewerbe 18 und auf den Bereich Handel und Verkehr 30 sozialversicherungspflichtig Beschäftigte am Arbeitsort. Sozialversicherungspflichtig Beschäftigte am Wohnort gab es insgesamt 277. Es bestanden im Jahr 2010 31 landwirtschaftliche Betriebe mit einer landwirtschaftlich genutzten Fläche von 810 ha.

### Verkehr
Durch den Ort führt die Bundesstraße 2 von München nach Mittenwald. Nördlich des Ortes zweigt von dieser Straße die Bundesstraße 472 in Richtung Bad Tölz ab. Außerdem ist der Ort mit den Linien 9601 und 9620 des Regionalverkehrs Oberbayern erreichbar.

### Tourismus

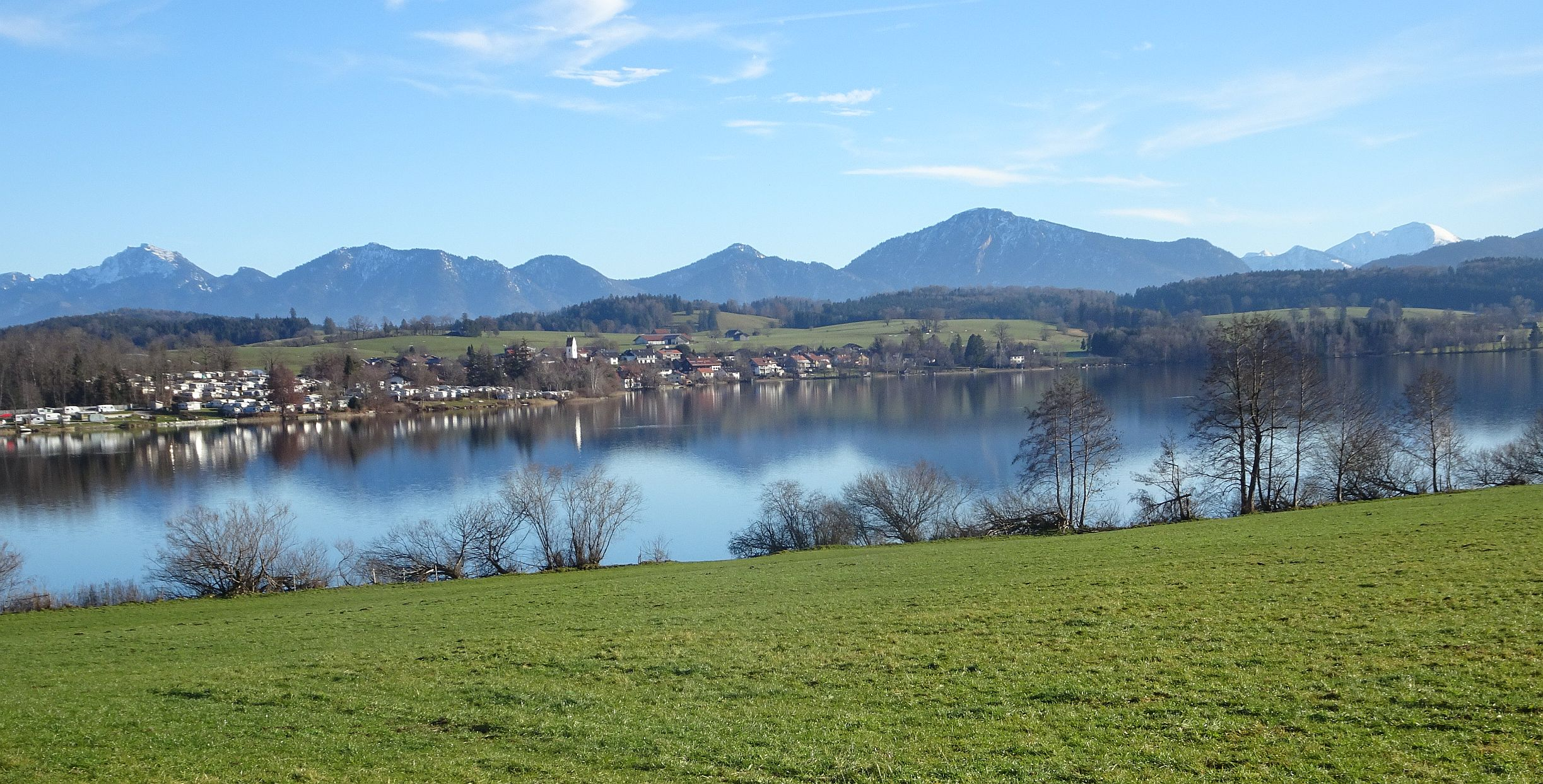
Blick vom Campingplatz bei Hofheim über den Riegsee

Der Campingplatz Brugger liegt ca. 800 m südlich von Hofheim am Riegsee.

### Bildung
Im Jahr 2012 gab es folgende Einrichtung:
- Kindergarten mit 40 Plätzen